# Campeonato Uruguayo de Primera División 1983
El Campeonato Uruguayo 1983 fue el 79° torneo de primera división del fútbol uruguayo, correspondiente al año 1983.
El campeón fue el Club Nacional de Football.

## Desarrollo

### Posiciones
| Puesto | Equipo               | Pts | PJ | PG | PE | PP | GF | GC | Dif |
| ------ | -------------------- | --- | -- | -- | -- | -- | -- | -- | --- |
| 1°     | Nacional             | 38  | 24 | 16 | 6  | 2  | 46 | 13 | 33  |
| 2°     | Danubio              | 29  | 24 | 10 | 9  | 5  | 37 | 21 | 16  |
| 3°     | Defensor             | 29  | 24 | 7  | 15 | 2  | 42 | 27 | 15  |
| 4°     | Bella Vista          | 28  | 24 | 10 | 8  | 6  | 25 | 20 | 5   |
| 5°     | Montevideo Wanderers | 25  | 24 | 7  | 11 | 6  | 28 | 27 | 1   |
| 6°     | Progreso             | 24  | 24 | 6  | 12 | 6  | 27 | 32 | -5  |
| 7°     | Peñarol              | 22  | 24 | 5  | 12 | 7  | 30 | 31 | -1  |
| 8°     | Cerro                | 22  | 24 | 8  | 6  | 10 | 31 | 36 | -5  |
| 9°     | Sud América          | 20  | 24 | 6  | 8  | 10 | 29 | 39 | -10 |
| 10°    | Miramar Misiones     | 20  | 24 | 6  | 8  | 10 | 23 | 32 | -9  |
| 11°    | Huracán Buceo        | 20  | 24 | 5  | 10 | 9  | 21 | 37 | -16 |
| 12°    | Rampla Juniors       | 19  | 24 | 5  | 9  | 10 | 21 | 32 | -11 |
| 13°    | River Plate          | 16  | 24 | 3  | 10 | 11 | 17 | 30 | -13 |

|  | Campeón uruguayo.                 |
|  | Clasifica a la Liguilla.          |
|  | Al repechaje de ascenso-descenso. |
|  | Desciende a Segunda división.     |

|                                             |
| Uruguay                                     |
| Campeón Uruguayo 1983 Nacional 34.to título |

### Desempate por el segundo puesto
|  | Danubio | 2:1 | Defensor |  |  |

## Clasificación a torneos continentales

### Liguilla Pre-Libertadores
La disputaban los 6 mejores calificados del Uruguayo, y otorgaba dos plazas para la Copa Libertadores. Danubio como campeón de la Liguilla, y Nacional como segundo, fueron los representantes uruguayos en la Copa Libertadores de 1984.
| Puesto | Equipo      | Pts | PJ | PG | PE | PP | GF | GC | Dif |
| ------ | ----------- | --- | -- | -- | -- | -- | -- | -- | --- |
| 1°     | Danubio     | 9   | 5  | 4  | 1  | 0  | 7  | 2  | 5   |
| 2°     | Nacional    | 7   | 5  | 3  | 1  | 1  | 8  | 7  | 1   |
| 3°     | Bella Vista | 5   | 5  | 2  | 1  | 2  | 5  | 6  | -1  |
| 4°     | Peñarol     | 4   | 5  | 2  | 0  | 3  | 6  | 4  | 2   |
| 5°     | Defensor    | 4   | 5  | 2  | 0  | 3  | 8  | 8  | 0   |
| 6°     | Wanderers   | 1   | 5  | 0  | 1  | 4  | 2  | 9  | -7  |

|  | Clasifica a la Copa Libertadores 1984. |

| Uruguay                                   |
| Campeón Liguilla 1983 Danubio 1.er título |

### Equipos clasificados

#### Copa Libertadores 1984
|   | Equipo   | Clasificación como            |
| - | -------- | ----------------------------- |
| 1 | Danubio  | Campeón Liguilla 1983         |
| 2 | Nacional | 2° puesto en la Liguilla 1983 |

## Repechaje de Ascenso y Descenso
Participan 4 equipos: Huracán Buceo de Primera División y otros 3 clasificados de Segunda División. El ganador juega en Primera División en la temporada siguiente. Huracán Buceo logró la permanencia en Primera División.
| Puesto | Equipo        | Pts | PJ | PG | PE | PP | GF | GC | Dif |
| ------ | ------------- | --- | -- | -- | -- | -- | -- | -- | --- |
| 1°     | Huracán Buceo | 10  | 6  | 5  | 0  | 1  | 9  | 4  | 5   |
| 2°     | Liverpool     | 7   | 6  | 3  | 1  | 2  | 9  | 8  | 1   |
| 3°     | Fénix         | 6   | 6  | 2  | 2  | 2  | 8  | 8  | 0   |
| 4°     | Colón         | 1   | 6  | 0  | 1  | 5  | 5  | 11 | -6  |